# Operation: Livecrime
| Оценки критиков               | Оценки критиков |
| Источник                      | Оценка          |
| ----------------------------- | --------------- |
| Allmusic                      | [ 1 ]           |
| Allmusic                      | (DVD)           |
| Entertainment Weekly          | D               |
| The Rolling Stone Album Guide | [ 4 ]           |

Operation: Livecrime (стилизованно Operation: LIVEcrime) — концертный альбом группы Queensrÿche, вышедший в 1991 году, содержит живое выступление альбома Operation: Mindcrime. После гастролей группы в 1991 году в поддержку альбома Empire лейбл EMI выпустил ограниченную версию альбома в двух вариантах, один из которых содержит видеокассету и компакт-диск, другой — видеокассету и аудиокассету живого выступления Operation: Mindcrime.
В 2001 году диск был ремастирован. Видео также было перевыпущено в формате DVD со скрытыми бонус-треками «The Lady Wore Black» и «Roads to Madness», а также содержит интервью и графическую историю альбома.

## Список композиций
| №                   | Название                      | Автор(ы)                               | Длительность |
| ------------------- | ----------------------------- | -------------------------------------- | ------------ |
| 1.                  | «I Remember Now»              | Крис ДеГармо, Джефф Тейт, Майкл Уилтон | 1:19         |
| 2.                  | «Anarchy-X»                   | ДеГармо                                | 1:28         |
| 3.                  | «Revolution Calling»          | Тейт, Уилтон                           | 4:58         |
| 4.                  | «Operation: Mindcrime»        | ДеГармо, Тейт, Уилтон                  | 4:26         |
| 5.                  | «Speak»                       | Тейт, Уилтон                           | 3:44         |
| 6.                  | «Spreading the Disease»       | Тейт, Уилтон                           | 5:06         |
| 7.                  | «The Mission»                 | ДеГармо                                | 5:47         |
| 8.                  | «Suite Sister Mary»           | ДеГармо, Тейт                          | 11:37        |
| 9.                  | «The Needle Lies»             | Тейт, Уилтон                           | 3:19         |
| 10.                 | «Electric Requiem»            | Скотт Рокенфилд, Тейт                  | 1:16         |
| 11.                 | «Breaking the Silence»        | ДеГармо, Тейт                          | 4:21         |
| 12.                 | «I Don't Believe in Love»     | ДеГармо, Тейт                          | 4:19         |
| 13.                 | «Waiting for 22»              | ДеГармо                                | 1:27         |
| 14.                 | «My Empty Room»               | Тейт, Уилтон                           | 1:37         |
| 15.                 | «Eyes of a Stranger»          | ДеГармо, Тейт                          | 8:25         |
| 16.                 | «The Lady Wore Black» (бонус) | ДеГармо, Тейт                          | 6:44         |
| 17.                 | «Roads to Madness» (бонус)    | ДеГармо, Тейт, Уилтон                  | 9:22         |
| Общая длительность: | Общая длительность:           | Общая длительность:                    | 79:21        |

## Участники записи
Участники группы
- Джефф Тейт — вокал
- Майкл Уилтон — гитара, бэк-вокал
- Крис ДеГармо — гитара, бэк-вокал
- Эдди Джексон — бас-гитара, бэк-вокал
- Скотт Рокенфилд — ударные

Дополнительные музыканты
- Памела Мур — вокал

## Позиции в чартах
| Год  | Чарт                | Позиция |
| ---- | ------------------- | ------- |
| 1991 | Billboard 200 (USA) | 38      |